# Han Geng
Han Geng (in cinese: 韩庚; Mudanjiang, 9 febbraio 1984) è un attore e cantante cinese.
Per il suo contributo alla condivisione della cultura cinese, Han è stato scelto come tedoforo alle Olimpiadi di Pechino del 2008. Nel 2010 è stato ambasciatore dell'EXPO 2010 di Shanghai.
Nel 2014 ha vinto i World Music Awards 2014 attraverso i voti online dei fans come Miglior Cantante.

## Filmografia

### Drama televisi
- Nonseutob 6 (논스톱6) - serie TV (2005-2006)
- Stage of Youth (青春舞台) - serie TV (2009)
- Still Not Enough (还没爱够) - serie TV (2020)
- The Glory and the Dream (光荣与梦想) - serie TV (2021)
- Crossroad Bistro (北辙南辕) - serie TV (2022)
- Legacy (传家) - serie TV
- Hard Memory: Prisoner Under Fire (空气的囚徒) - serie TV
- Silk-washing Stream (浣溪沙) - serie TV
- Dreams and Glory (光荣与梦想) - serie TV

### Film
- Kkonminam yeonswae tereosageon (꽃미남 연쇄 테러사건), regia Lee Kwon (2007)
- Beginning of the Great Revival (建党伟业), regia Li Shao Hong, Lu Chuan, Li Shao Hong, Han San Ping (2011)
- My Kingdom (大武生), regia Gao Xiaosong (2011)
- I AM. - regia Choi Jin Sung (2012)
- Bring Happiness Home (快乐到家), regia Huayang Fu (2013)
- So Young (致我们终将逝去的青春), regia Zhao Wei (2013)
- Ex Files (前任攻略), regia Tian Yu Sheng (2014)
- One Day (有一天), (2014)
- Tiger Mountain 3D (智取威虎山), regia Tsui Hark (2014)
- Ever Since We Love (万物生长), regia Li Yu (2015)
- Sweet Sixteen (夏有乔木雅望天堂), regia Jo Jin-kyu (2016)
- Chinese Odyssey 3 (大话西游3), regia Jeffrey Liu (2016)
- The Wasted Times (罗曼蒂克消亡史), regia Er Cheng (2016)
- The Founding Of An Army (建军大业), regia Andrew Lau (2017)
- The Ex-File 3: The Return of The Exes (前任3：再见前任), regia Tian Yusheng (2017)
- Looking for Rohmer (寻找罗麦), regia Wang Chao (2018)
- Reborn (解码游戏), regia Li Hailong (2018)
- The Great Detective (大侦探霍桑), regia Roy Chow Hin Yeung (2019)
- Knockout (我们永不言弃), regia Roy Chow Hin Yeung (2020)
- Dynasty Warriors (真·三国无双) (2021)
- The Pioneer (革命者), regia Guan Hu (2021)
- Zhu Meng Zhi Feng Hui Xue Wu (逐梦之风回雪舞)
- Silence of Smoke (闻烟), regia Takita Yojiro
- Trident (三叉戟)

### Speciali
- Diors Man 4 (屌丝男士4) - 2014
- Wonder Lady 4 (极品女士第四季) - 2015

### Programmi televisivi
- Love Letter (리얼로망스 연애편지) - programma televisivo, episodi 86-87, 97-98 (2006)
- Mystery 6 (미스터리 추적6) - programma televisivo, episodi 3, 5 (2006)
- Super Junior Full House (슈퍼주니어의 풀하우스) - programma televisivo (2006)
- Super Adonis Camp (미소년 합숙 대소동) - programma televisivo (2006)
- Super Junior Mini-Drama (대결! 슈퍼주니어의 자작극) - programma televisivo (2006)
- Explorers of the Human Body (인체탐험대) - programma televisivo, episodi 1-10, 12-13 (2007)
- Keep Running 2 (奔跑吧, 奔跑吧兄弟) - programma televisivo, episodio 1 (2015)
- The Amazing Race 2 (极速前进第二季) - programma televisivo (2015)
- X Space 2 (星星的密室第二季) - programma televisivo, episodio 1 (2015)
- Twenty Four Hours 1 (二十四小时) - programma televisivo (2016)
- Trump Card 1 (王牌对王牌) - programma televisivo, episodio 4 (2016)
- Challenger's Alliance 2 (挑战者联盟) - programma televisivo, episodio 12 (2016)
- Golden Night (今夜百乐门) - programma televisivo (2016)
- Twenty Four Hours 2 (二十四小时) - programma televisivo (2017)
- Challenger's Alliance (挑战者联盟) - programma televisivo, episodio 5, 9 (2017)
- Street Dance of China (这！就是街舞 第一季) - programma televisivo (2018)
- Street Dance of China 2 (这！就是街舞 第一季) - programma televisivo (2019)
- Real Actor (演技派) - programma televisivo, episodio 9 (2019)
- Sweet Tasks (甜蜜的任务) - programma televisivo, episodio 66 (2020)
- Happy Camp (快乐大本营) - programma televisivo, episodi 1209, 1210 (2020)
- Street Dance of China 3 (这！就是街舞 第一季) - programma televisivo, episodio 12 (2020)
- To The Top (下一站出道) - programma televisivo (2021)
- Star Chaser (追星星的人) - programma televisivo, episodi 2, 3 (2021)
- Great Escape Season 3: JD 618 Special (密室大逃脱：京东618京奇探秘夜) - programma televisivo (2021)
- Street Dance of China 4 (这！就是街舞4) - programma televisivo (2021)
- Let's Chat 2 (一起火锅吧2) - programma televisivo (2021)